# Dolina Szeroka (Pieniny)
Dolina Szeroka – dolina w Masywie Trzech Koron w Pieninach. Górą podchodzi pod grzbiet łączący Pańską Skałę z Ostrym Wierchem, jej południowo-zachodnie ograniczenie tworzy grzbiet biegnący od Pańskiej Skały przez Wyżny Łazek do Łysiny i skały Piecki, północne wschodni grzbiet Ostrego Wierchu. Wschodnia część doliny opada do Pienińskiego Przełomu na odcinku między skałami Łazek i Legarkowe Skałki.
Dnem Doliny Szerokiej spływają dwa niewielkie potoczki, łączące się w jeden przed ujściem do Dunajca. Dolina jest całkowicie porośnięta lasem, dawniej jednak była na niej polana Niżny Łazek. Prowadzono na niej badania, m.in. nad naturalną sukcesją wtórną. W 2024 roku polana już zarosła lasem. Dolina Szeroka znajduje się w Pienińskim Parku Narodowym w granicach wsi Sromowce Niżne w województwie małopolskim, w powiecie nowotarskim, w gminie Czorsztyn.